# Chaetosphaeria fuegiana
Chaetosphaeria fuegiana är en svampart som beskrevs av Réblová 2004. Chaetosphaeria fuegiana ingår i släktet Chaetosphaeria och familjen Chaetosphaeriaceae.   Inga underarter finns listade i Catalogue of Life.